# Fartura do Piauí
Fartura do Piauí é um município brasileiro do estado do Piauí. O município tem cerca de 5.295 habitantes e 728 km². Foi criado em 1992, o povoado foi fundado ainda no século XIX.

## Aspectos sociogeográficos

### Subdivisão Geográficas
- Mesorregião do Sudoeste Piauiense
- Microrregião de São Raimundo Nonato

### Subdivisão para o Desenvolvimento Sustentável
- Macrorregião dos Semiáridos Piauienses
- Território Integrado da Serra da Capivara
- Aglomerado 19.[6]

## História
O município foi criado pela Lei Estadual de 29 de abril de 1992 por desmembramento do município de Dirceu Arcoverde sendo instalado no dia 1 de janeiro de 1993.

## Geografia
Localiza-se na Mesorregião do Sudoeste Piauiense, atual Macrorregião dos Semi-áridos Piauiense e na subdivisão da Microrregião de São Raimundo Nonato, hoje Território Serra da Capivara segundo a nova divisão territorial de 2009. Geologicamente o município abrange unidades de Depósitos Detrito-Lateríticos, Granitos, Gnaisses e Complexo Sobradinho-Remanso.

## Vegetação
O bioma predominante no município de Fartura do Piauí é a caatinga de tipo arbórea arbustiva além de apresentar manchas de campo cerrado.

## Aspectos sociais

### IDH
Evolução do Índice de Desenvolvimento Humano de Fartura:
- 1991: 0,210
- 2000: 0,370
- 2010: 0,548

O Índice de Desenvolvimento Humano Municipal de Fartura do Piauí é 0,548, em 2010. O município está situado na faixa de Desenvolvimento Humano Baixo. Entre 2000 e 2010, a dimensão que mais cresceu em termos absolutos foi Educação (com crescimento de 0,273), seguida por Longevidade e Renda. Entre 1991 e 2000, a dimensão que mais cresceu em termos absolutos foi novamente Educação (com crescimento de 0,123), seguida por Renda e por Longevidade.
Componentes do IDH do município em 2010:
- Educação: 0,441
- Renda: 0,506
- Longevidade: 0,738

Em relação ao índice de Gini que avalia a desigualdade social, segundo o qual quando menor o valor mensurado, menor é a desigualdade, diferente do cálculo do IDH, após um aumento da desigualdade no município de Fartura do Piauí durante a década de 1990, pois o coeficiente passou de 0,43 em 1991 para 0,59 em 2000, houve uma sensível redução da desigualdade social durante a década de 2000, quando o índice de Gini passou o patamar de 0,52 em 2010.

## Clima
O município pertence a mesorregião climática do sertão piauiense. Estando a uma altitude média de 550 metros acima do nível do mar, a região situa-se sobre as médias elevações geológicas pertencentes ao conjunto de serras fronteiriças que definem e separam os estados do Piauí e da Bahia, além de delimitar as grandes bacias hidrográficas dos rios Parnaíba e São Francisco.
No município predomina as condições de clima semiárido de tipo quente e seco (BSh) com precipitações pluviométricas variando em torno dos 693mm. O período de estiagem tem duração de sete a oito meses.
O município mais meridional do território da Serra da Capivara apresenta condições climáticas bastante instáveis, registrando grandes amplitudes térmicas, além de, junto ao município de Dirceu Arcoverde, proporcionar as menores temperaturas da região. (Confira o gráfico climático baseado em dados do Atlas Climatológico do Piauí).